# 반 토미코
반 토미코(伴 都美子, 1979년 1월 9일~ )는 구마모토현 가미마시키군 야마토정 출신의 음악가이다. 두 애즈 인피니티의 보컬이기도 하다.
애칭은 반짱(伴ちゃん)이다. 어릴 적에는 톤코(とんこ)라고 불렸다고 한다.

## 약력
- 고등학교 졸업 후, 무작정 도쿄에 가고 싶다는 일념으로 의상 전문학교에 다니게 되면서 상경하였고, 전문학교 시절부터 Hair&Beauty 잡지에 헤어 디자인 모델로서 활동을 시작했으며, 그 미모 또한 돋보였다.
- 에이벡스의 관계자 눈에 띄어 1999년 9월 29일에 Do As Infinity의 보컬로 맥시 싱글(Maxi Single) ｢Tangerine Dream｣에서 데뷔했다.
- 2005년 8월에 Reading·Spectacle(낭독·음악극）미모의 푸른하늘~체·게바라, 영혼의 연금술(美貌の青空~チェ·ゲバラ、魂の錬金術)로 무대에 데뷔했다. 그 부대에서 반 토미코는 디바였지만 실제로는 중간에 자신의 노래를 부르는 데 그쳤다. 2007년 2월부터 막을 올린 브로클린(ブルックリン)에서 첫 주연을 맡으면서 배우로 본격 데뷔한다.
- 2005년 9월 29일에 Do as infinity가 해체하면서 솔로가수가 되어 2006년 3월 29일에 첫 앨범인 FAREWELL로 솔로 아티스트로 활동을 시작하였다. (오리콘 차트 7위) 같은 해 6월, 첫 싱글인 《Flower》를 발표했다. (오리콘 차트 10위)
- 2006년 8월에 개최한 a-nation의 도쿄공연과 고베공연에 출연해 farewell와 Flower, 이렇게 모두 2곡을 열창하였다.
- 2007년 3월에 Cover Album(리메이크 앨범) 《Voice ~cover you with love~》를 발표했다. (오리콘 차트 22위) 같은 해 상영한 히트 아일랜드(ヒートアイランド) 영화에서 범죄 조직과 관련한 3000만엔의 돈을 우연히 손에 넣어 사건에 휘말리게 되어 필사적으로 싸우는 젊은이 6명이 모이는 카페-바의 여주인역할로 출연, 시원하면서 누나같은 인상을 남겼다.
- 2008년 9월 Do as infinity 재결합

## 에피소드
- 시원한 성격으로 말하는 것에는 그다지 자신이 없다. Do As Infinity 시절 텔레비전에 출연하거나 라이브의 MC에서는 기타리스트인 오와타리 료(大渡亮)가 말하는 역할을 맡을 때가 많았다. 그러나 라이브 중간이나 라디오, 토크 프로그램에서 중간에 말하는 것을 보면 차분해 보일 때가 많지만 분위기에 따라 잘 말하기도 하고 라이브 등에서 감격하여 눈물을 보이는 일도 많이 있다.
- 일본 대형 오토바이 운전면허(한국으로 치면 2종 소형 면허)를 보유하고 있어서 할리데이비슨(Harley-Davidson)을 보유한 적도 있었다.(지금은 팔고 없다.) 그것을 운전하는 모습이 자신이 출연한 CM이나 Do as infinity의 PV(Promotion Movie, 한국으로 치면 뮤직비디오)에서 볼 수 있다.
- 초등학교 1학년부터 고등학교 2학년까지 서도(書道 일본의 붓글씨)를 배워서 그 솜씨를 도쿄 푸딩(東京プリン)의 비디오 클립집인 화집(画集, 2001년 9월 5일 발매)에서 엿볼 수 있으며, 또한 에이벡스(Avex) 관계자의 결혼 피로연 회장 등에서도 그 솜씨는 귀중한 보물이 되고 있다.

## 음반 목록

### 싱글
1. Flower (2006년 6월 7일)
〈Flower〉: TBS의 드라마 일요일 극장 맛있는 프러포즈 (おいしいプロポーズ) 주제곡
〈Brave〉：PS2용 게임타이틀 전국 바사라2 (戦国BASARA2) 엔딩 테마
2. 섬광(閃光, 2006년 9월 27일)
music.jp TV-CF Song
mu-mo CM Song
3. 꿈길 (夢路, ゆめじ, 伴都美子, 2006년 11월 29일)
4. 도쿄날씨 (東京日和, 2008년 6월 18일)

### 앨범
1. FAREWELL (2006년 3월 29일)
2. VAN (2008년 12월 10일)

Cover Album (리메이크 앨범)
1. Voice ～cover you with love～ (2007년 3월 28일)
2. VOICE 2 ～cover lovers rock～ (2008년 3월 5일)

### 음반 미발표곡
- 유리색의 지구(瑠璃色の地球) 마츠다 세이코(松田聖子)의 리메이크 곡, 앨범 《Voice ~cover you with love~》에는 수록되지 않았다.)

### 그 외
- again/TOMIKO VAN from Do As Infinity (옴니버스 앨범 《song+nation》, 《songnation2 trance》 수록)
- Drive me nuts/Cyber X feat. Tomiko Van (2003/4/23)
- EL Dorado/atami (Guest Vocal.tomiko van)
- Hold me.../伴都美子(S.D.Preppy) (《SLOW DANCE ORIGINAL SOUND TRACK》에 수록, 《FAREWELL》에 재수록）
- A Dream Is a Wish Your Heart Makes(꿈은 은밀하게, 夢はひそかに) (디즈니 애니메이션 《신데렐라》(シンデレラ) ORIGINAL SOUND TRACK에 수록. 《FAREWELL》의 보너스트랙으로 재수록)
- TRUTH '94 -meets Tomiko Van- (TRF의 싱글 《Where to begin》과 앨범 《Lif-e-Motions》에 수록)

### DVD
- 미모의 푸른하늘~체·게바라, 영혼의 연금술(美貌の青空~チェ·ゲバラ、魂の錬金術, 2006년 3월 29일)　라이브 뮤지컬
Do As Infinity의 〈new world〉, 공상여단(空想旅団), 그리고 〈Hold Me...〉, 뮤지컬 주제곡인 〈世界のどこかで誰かが〉을 이 뮤지컬에서 노래했다.

## 서적
- 苑
- SUMMER DAYS

## 출연

### 영화
- 히트아일랜드 (ヒートアイランド, 2007년 상영)

### 무대
- 미모의 푸른하늘~체·게바라, 영혼의 연금술 (美貌の青空～チェ・ゲバラ、魂の錬金術, 2005년)
- 브로클린 (ブルックリン, 2007년 2월 18~28일 동경예술극장 중홀(東京芸術劇場中ホール), 3월 2~3일 오사카 후생연금회관(大阪厚生年金会館) 예술 홀)

### CM
- 화왕(花王) 샴푸 〈LAVENUS〉(2001~2002년)
- TOSHIBA 휴대전화 〈V302T〉(2004년)

### 라디오
- あしたのばんこ (2006년10월~, JFN 계열 Radio Triangle).

## 그 외
- 도쿄 푸딩(東京プリン)의 DVD 및 비디오 자켓의 화집(画集)을 붓글씨로 집필.
- 극장판 4기 《이누야샤(犬夜叉) 홍련의 봉래도(紅蓮の蓬莱島)》에서 봉래도의 수호 무녀 카나데 공주(奏姫) 역할을 맡아 성우 경험을 하였다.